# Face ID
Face ID is een technologie die gebruik maakt van gezichtsherkenning om bijvoorbeeld een telefoon te ontgrendelen. Deze technologie wordt door Apple Inc. gebruikt in de iPhone X, iPhone XR, iPhone Xs & Xs Max, iPhone 11, iPhone 11 Pro & 11 Pro Max en hoger alsook vanaf de derde generatie van de iPad Pro.

## Werking
Bij Face ID worden er eerst meer dan 30.000 kleine puntjes geprojecteerd op het gezicht van de gebruiker. Dit wordt gedaan in infrarood licht, wat onzichtbaar en onschadelijk is voor de mens. Er kan nog additioneel infrarood licht worden uitgestraald als het te donker is. Vervolgens zal een infraroodcamera deze stippen registreren en een foto nemen, om daarna in de Secure Enclave van de processor te vergelijken met het geregistreerde gezicht. Als het reliëf en het uitzicht van het gezicht hiermee overeenkomen, is er een match.
Daarnaast past Face ID zich ook aan bij veranderingen in het gezicht: een groeiende baard, make-up, andere haarstijlen ... Bij drastische veranderingen zal de toegangscode als bevestiging dienen. Het is te gebruiken met contactlenzen, brillen, verscheidene zonnebrillen, hoeden en sjaals. En kan het gebruikt worden wanneer het licht of donker is.

## Gebruik
Face ID wordt hoofdzakelijk gebruikt om het toestel te ontgrendelen, daarnaast kan het gebruikt worden om betalingen met Apple Pay te verifiëren in fysiek-en webwinkels. Het is ook mogelijk om met Face ID de inloggegevens te ontgrendelen in apps en op het web.

## Ondersteuning
Face ID wordt ondersteund bij de volgende apparaten. Deze beschikken over een TrueDepth Camera.

### iPhone
- iPhone X
- iPhone Xs (Max)
- iPhone XR
- iPhone 11
- iPhone 11 Pro
- iPhone 11 Pro Max
- iPhone 12 (Mini)
- iPhone 12 Pro
- iPhone 12 Pro Max
- iPhone 13 (Mini, Pro, Pro Max)

### iPad
- iPad Pro (derde generatie)
- iPad Pro (vierde generatie)